# Ахметелашвили, Свимон Георгиевич
Свимон (Семён) Георгиевич Ахметелашвили (Ахметели) (груз. სვიმონ გიორგის ძე ახმეტელაშვილი, 1879, Анага, Сигнахский уезд, Тифлисская губерния, Российская империя — 28 декабря 1937 или 30 декабря 1937, Тбилиси) — грузинский врач-ветеринар, политик, член Учредительного собрания Грузии (1919—1921).

## Биография
Родился в Кахетии, в селе Анага, в многодетной семье протоиерея Георгия Ахметелашвили (всего 9 братьев и сестер). Младший брат Владимира Ахметели

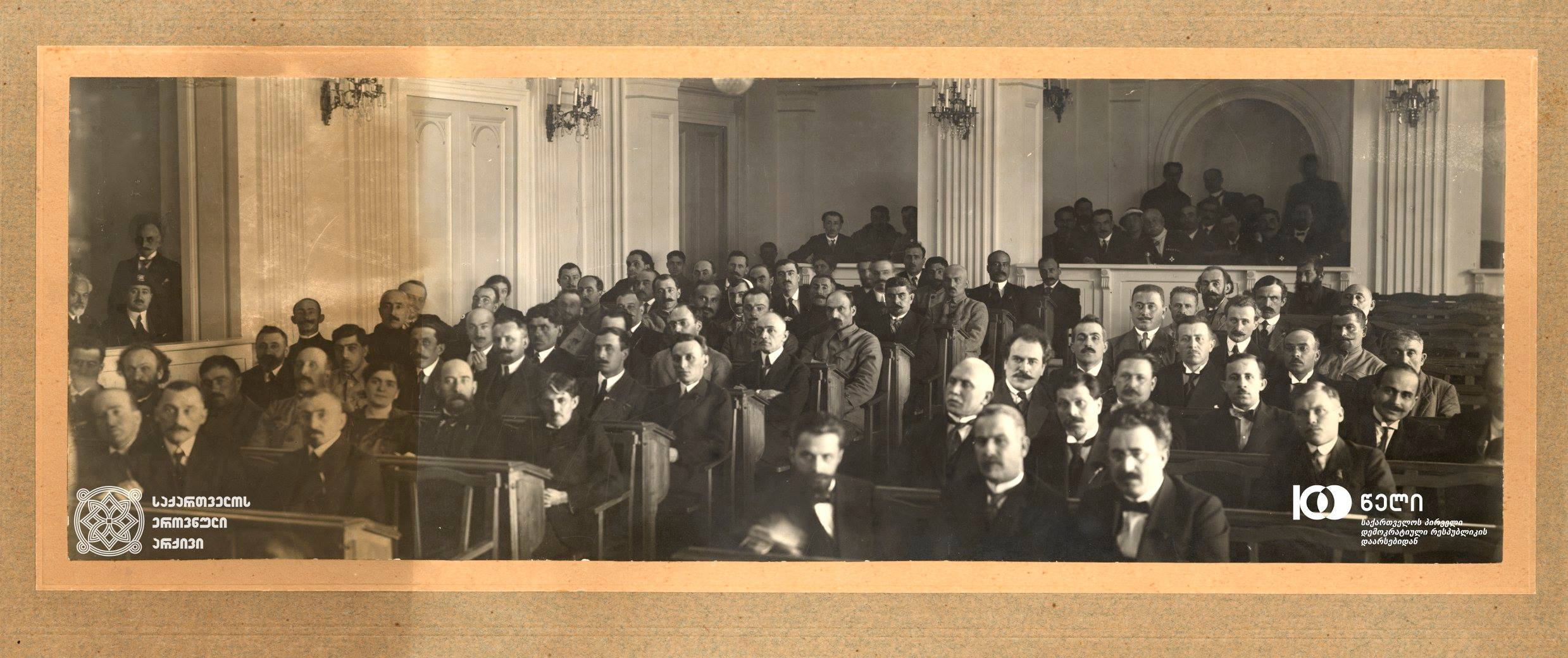
Учредительное собрание Грузии. Ахметелашвили, левая сторона, в центральных рядах

Высшее образование получил в Ветеринарном институте Дерпте (Тарту). С 1900 года являлся членом Российской социал-демократической рабочей партии; С 1905 года работал в меньшевистской фракции. 
После начала Первой мировой войны был мобилизован в армейские ветеринарные службы. С 1917 года член Совета ветеринарных врачей Закавказья. До 1919 года работал помощником начальника ветеринарно-санитарного управления Министерства внутренних дел Демократической Республики Грузия. 12 марта 1919 года был избран членом Учредительного собрания Республики Грузия по списку Социал-демократической партии Грузии; член аграрного комитета, секретарь комиссии общественного здравоохранения. В 1921 году был специальным инспектором ветеринарного отдела Военного министерства Грузии. 
После советизации Грузии остался в стране. Был арестован и вместе с братом Степаном Ахметелашвили был помещён в Рязанский лагерь на шесть месяцев. Степан Ахметелашвили умер от брюшного тифа.
После отбывания наказания вернулся в Грузию и жил в родной деревне. Был вовлечён в движение сопротивления. Во второй раз был арестован 18 августа 1922 года по обвинению в антисоветской агитации. 23 февраля 1930 года возвратился из ссылки. 
Приговорён к смертной казни 28 декабря 1937 года. Приговор был исполнен 30 декабря.